# Toccata et Variations
Pour les articles homonymes, voir Introduction, thème et variations.
Toccata et Variations (H. 8) d'Arthur Honegger est une œuvre pour piano seul, composée en 1916 et créée par la pianiste et future épouse du compositeur Andrée Vaurabourg. Elle est dédiée à Oskar, l'oncle du compositeur.

## Genèse
Honegger est encore au Conservatoire de Paris quand il compose ses premières œuvres, dont la Rhapsodie pour deux flûtes, clarinette et piano et Toccata et Variations pour piano. Cette pièce est la deuxième que le compositeur écrit pour le piano après Scherzo, Humoresque, Adagio espressivo de 1910. La Première Guerre mondiale bat son plein et le goût des soirées musico-littéraires est dans l'air du temps. On y joue Ravel et les jeunes compositeurs comme Janine Weil et Jacques Mandel qui fondent avec Honegger et un groupe d'amis le Cercle musical et dramatique indépendant. La Toccata et Variations d'Honegger, écrite entre mai et septembre 1916, y est créée par la pianiste et sans doute dédicataire Andrée Vaurabourg le 15 décembre 1916. Elle créera ensuite avec la violoniste la Première Sonate pour violon et piano du compositeur en 1918.
En 1939 Toccata et variations fut utilisé avec les Sept pièces brèves pour le ballet Lady into Fox ou « La Femme changée en renard » d'après le roman de David Garnett. La musique était arrangée par Charles Lynch, la chorégraphie de Andrée Howard fut créée avec Sally Gilmour dans le rôle principal, le décor et les costumes étant l’œuvre de Nadia Benois.

## Style
D'écriture rébarbative aux doigts, l'œuvre s'inspire de l'enseignement de Vincent d'Indy et du langage de Bach.

## Structure et analyse
La pièce est un « diptyque musical »  pour piano, comportant une toccata et des variations.

### Toccata
La Toccata adopte la tonalité de si bémol majeur et se découpe en trois parties : Un premier plan où dominent les doubles croches, un intermède lent méditatif et une répétition du début qui s'achève par un mouvement brillant et rapide.

### Variations
Les Variations adoptent un thème de choral à quatre temps en mi bémol mineur, malgré la présence de cinq bémols à la clef :
1. Variation 1 : un trémolo à la main gauche ménage deux rythmes[1] ;
2. Variation 2 : le thème est joué à la basse avec un accompagnement aigu en double notes[1] ;
3. Variation 3 : le thème en mode majeur est exposée dans une pastorale accompagnée de quintes à la basse[1] ;
4. Variation 4 : une ronde en triolets précède des arpèges aigus avant de reprendre plus sombre[1] ;
5. Variation 5 : les lignes mélodiques et les accords s'enchevêtrent. Le mouvement s'achève après plusieurs modulations, dans une sérénité étrange[1].

## Discographie
- Alain Raës, Arthur Honegger - L'œuvre pour piano, label FY ;
- Jean-François Antonioli, Arthur Honegger - L'œuvre pour piano, label Timpani.

### Sources et références
- Pierre Meylan, Honegger, L'Âge d'Homme, 1982, 205 p.

- Marcel Delannoy, Honegger, Pierre Horay, 1953, 250 p.

1. 1 2  p. 27
2. ↑  p. 60

- Jacques Tchamkerten, Arthur Honegger, Papillon, 2005, 261 p.

1. 1 2 3  p. 25

### Autres références
1. 1 2 3 4 5 6 7 8 9 10 11  Guy Sacre dans le livret du CD Arthur Honegger - L'œuvre pour piano par Jean-François Antonioli, label Timpani, pp. 4 et 5
2. ↑  « Lady into Fox », sur Rambert (consulté le 7 avril 2020)